# (474060) 2016 HB21
(474060) 2016 HB21 es un asteroide perteneciente al cinturón de asteroides, descubierto el 23 de marzo de 2006 por el equipo del Mount Lemmon Survey desde el Observatorio del Monte Lemmon, Arizona, Estados Unidos.

## Designación y nombre
Designado provisionalmente como 2016 HB21.

## Características orbitales
2016 HB21 está situado a una distancia media del Sol de 2,214 ua, pudiendo alejarse hasta 2,449 ua y acercarse hasta 1,980 ua. Su excentricidad es 0,105 y la inclinación orbital 3,399 grados. Emplea 1204 días en completar una órbita alrededor del Sol.

## Características físicas
La magnitud absoluta de 2016 HB21 es 18,313.